# Was mein Gott will, das g’scheh allzeit, BWV 111
Was mein Gott will, das g’scheh allzeit (BWV 111) ist eine Kirchenkantate von Johann Sebastian Bach. Er komponierte die Choralkantate in Leipzig für den 3. Sonntag nach Epiphanias auf das gleichnamige Kirchenlied von Albrecht von Preußen und führte sie am 21. Januar 1725 erstmals auf.

## Geschichte und Worte
Bach schrieb die Choralkantate in seinem zweiten Jahr in Leipzig für den 3. Sonntag nach Epiphanias (Erscheinung des Herrn). Die vorgeschriebenen Lesungen für den Sonntag waren Röm 12,17–21 , christliche Lebensregeln, und Mt 8,1–13 , die Heilung eines Aussätzigen. Das bekannte Kirchenlied besteht aus vier Strophen. Drei davon wurden von Albrecht von Preußen verfasst, der die Reformation im  Herzogtum Preußen eingeführt hatte, eine weitere Strophe wurde von einem anonymen Dichter bei der ersten Veröffentlichung 1554 hinzugefügt. Der Text der ersten und der letzten Strophe wurde für die Kantate im Wortlaut beibehalten, ein unbekannter Librettist dichtete die beiden inneren Strophen zu jeweils einer Folge von Arie und Rezitativ um. Ähnlich wie in der Kantate, die Bach ein Jahr zuvor für den Anlass geschrieben hatte, Herr, wie du willt, so schicks mit mir, behandelt der Text die Ergebung in den Willen Gottes.

## Besetzung und Aufbau
Die Kantate ist besetzt mit vier Solisten, Sopran, Alt, Tenor und Bass, vierstimmigem Chor, zwei Oboen, zwei Violinen, Viola und Basso continuo.
1. Coro: Was mein Gott will, das g’scheh allzeit
2. Aria (Bass): Entsetze dich, mein Herze, nicht
3. Recitativo (Alt): O Törichter! der sich von Gott entzieht
4. Aria (Alto, Tenor): So geh ich mit beherzten Schritten
5. Recitativo (Sopran): Drum wenn der Tod zuletzt den Geist
6. Choral: Noch eins, Herr, will ich bitten dich

## Musik
Im Eingangschor singt der Sopran die Choralmelodie als cantus firmus in langen Noten. Der Melodie erscheint in einer interessanten Fassung, in der Abschnitte von zwei Takten und drei Takten abwechseln, während Bach für seine Matthäus-Passion als Satz 25 eine Fassung wählte, in der alle Phrasen zwei Takte lang sind. In der Kantate bereiten die Unterstimmen jeden Einsatz des cantus firmus durch Imitation vor, manchmal wiederholen sie die Zeile in den lang ausgehaltenen Schlusston des Soprans. Die Singstimmen sind in einen unabhängigen Orchestersatz eingebettet, in dem Oboen und Streicher konzertieren.
In Satz 2, einer Bass-Arie, erhielt der Librettist eine Zeile des Chorals unverändert bei, „Gott ist dein Trost und Zuversicht“. Für diese Zeile und sogar für ihre Fortführung „und deiner Seelen Leben“ zitiert Bach die Choralmelodie in ausgeschmückter Form. Satz 4 ist ein Duett von Alt und Tenor, „So geh ich mit beherzten Schritten“. Die entschlossenen Schritte werden gemeinsam unternommen in einem Menuett, begleitet von punktierten Rhythmen über einem Orgelpunkt. Satz 5, ein Sopran-Rezitativ, betont die letzten Worte „O seliges, gewünschtes Ende“ als Arioso. Es leitet unmittelbar über zum Schlusschoral in schlichtem vierstimmigen Satz.

## Einspielungen
LP / CD
- Bach Made in Germany, Vol. 1 – Cantatas II. Günther Ramin, Thomanerchor, Gewandhausorchester, Agnes Giebel, Annegret Häussler, Gert Lutze, Johannes Oettel. Eterna, 1953.
- Bach Made in Germany, Vol. 2 – Cantatas IV. Kurt Thomas, Thomanerchor, Gewandhausorchester, Elisabeth Grümmer, Marga Höffgen, Hans-Joachim Rotzsch, Theo Adam. Eterna, 1960.
- Bach Cantatas, Vol. 1 – Advent and Christmas. Karl Richter, Münchener Bach-Chor, Münchener Bach-Orchester, Edith Mathis, Anna Reynolds, Peter Schreier, Theo Adam. Archiv Produktion, 1972.
- Die Bach Kantate Vol. 23. Helmuth Rilling, Gächinger Kantorei, Bach-Collegium Stuttgart, Arleen Augér, Helen Watts, Lutz-Michael Harder, Philippe Huttenlocher. Hänssler, 1980.
- J. S. Bach: Das Kantatenwerk – Sacred Cantatas Vol. 6. Nikolaus Harnoncourt, Tölzer Knabenchor, Concentus Musicus Wien, Solist des Tölzer Knabenchor, Paul Esswood, Kurt Equiluz, Ruud van der Meer. Teldec, 1981.
- Bach Edition Vol. 5 – Cantatas Vol. 2. Pieter Jan Leusink, Holland Boys Choir, Netherlands Bach Collegium, Ruth Holton, Sytse Buwalda, Nico van der Meel, Bas Ramselaar. Brilliant Classics, 1999.
- J. S. Bach: Cantatas for the 3rd Sunday of Epiphany. John Eliot Gardiner, Monteverdi Choir, English Baroque Soloists, Joanne Lunn, Sara Mingardo, Julian Podger, Stephen Varcoe. Archiv Produktion, 2000.
- J. S. Bach: Complete Cantatas, Vol. 12. Ton Koopman, Amsterdam Baroque Orchestra & Choir, Lisa Larsson, Annette Markert, Christoph Prégardien, Klaus Mertens. Antoine Marchand, 2000.
- J. S. Bach: Cantatas Vol. 32 - BWV 111, 123, 124, 125. Masaaki Suzuki, Bach Collegium Japan, Yukari Nonoshita, Robin Blaze, Andreas Weller, Peter Kooij. BIS, 2005.

DVD
- „Was mein Gott will, das g’scheh allzeit“. Kantate BWV 111. Rudolf Lutz, Chor und Orchester der J. S. Bach-Stiftung, Noëmi Sohn Nad, Claude Eichenberger, Hans Jörg Mammel, Peter Harvey. Samt Einführungsworkshop sowie Reflexion von Bernd Rüthers. Gallus Media, 2013.